# Fressain

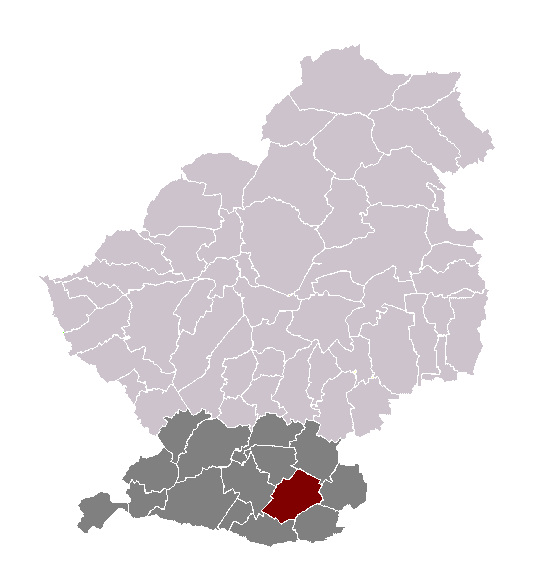
Ubicació de Fressain dins del cantó i el districte

Fressain és un municipi francès, situat a la regió dels Alts de França, al departament del Nord. L'any 2006 tenia 886 habitants. Limita al nord-est amb Monchecourt, a l'est amb Marcq-en-Ostrevent, al sud-est amb Féchain, al sud-oest amb Aubigny-au-Bac, a l'oest amb Bugnicourt i al nord-oest amb Villers-au-Tertre.

## Demografia
| 1962                                       | 1968 | 1975 | 1982 | 1990 | 1999 | 2006 |
| ------------------------------------------ | ---- | ---- | ---- | ---- | ---- | ---- |
| 802                                        | 828  | 808  | 844  | 933  | 925  | 886  |
| Des de 1962: població sense dobles comptes |      |      |      |      |      |      |

## Administració
| Període | Identitat     | Partit |
| ------- | ------------- | ------ |
| 2001-   | Didier Tassel |        |